# پروانه‌ماهی آینه
پروانه‌ماهی آینه (نام علمی: Chaetodon speculum) نام یک گونه از سرده پروانه‌ماهی است.